# 프로젝트 A119

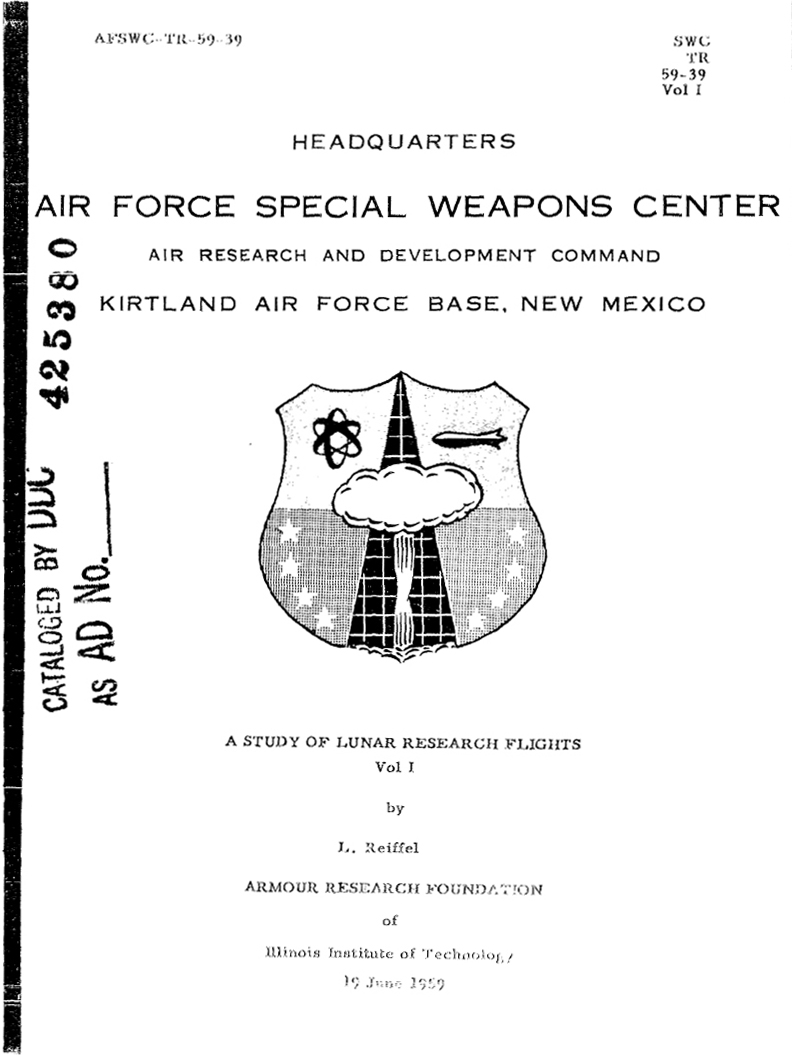
《달 탐사 비행의 연구 - 1권》 표지

프로젝트 A119(영어: Project A119), 또는 달 탐사 비행의 연구(영어: A Study of Lunar Research Flights)는 1958년 미국 공군이 수립한 1급 비밀 계획이다. 목표는 달에서 핵폭탄을 터트리는 것이었다. 달의 크레이터를 제외한 표면에서 핵폭발을 일으키면 지구에서도 나안으로 희미하게 섬광을 볼 수 있었을 것이다. 소비에트 연방이 우주 경쟁 초기에 우위를 차지하자 미국에서 무력 과시를 통한 국민 사기 진작을 위해 계획했다.
이 프로젝트는 연구 단계에서 취소됐다. "미 공군이 득보다 리스크가 크다고 판단"했고, 달 착륙이 미국과 전세계에서 더 인기있는 업적이 될 것이기 때문이었다. 계획이 실행됐다면 우주의 군사화로 이어질 수도 있었다. 소련의 같은 프로젝트(프로젝트 E-4)도 탄두가 영토에 떨어지거나 국제적 사고로 비화될 가능성 때문에 실행되지 않았다.
1958년 프로젝트를 이끌었던 미국 항공우주국(NASA) 전 국장 레너드 레이펠이 2000년에 존재를 밝히면서 대중에 알려졌다. 젊은 시절 칼 세이건이 진공 저중력 상태에서 핵폭발의 영향을 예측하는 팀과 프로젝트의 과학적 가치를 평가는 팀에 참여했다. 관련 문서는 45년 가까이 비밀로 유지됐고, 레이펠의 폭로에도 불구하고 미국 정부가 연구 관여를 공식적으로 인정한 적은 없다.

## 배경
냉전이 한창이던 1957년 10월 4일 소련은 스푸트니크 1호를 발사하며 우주 경쟁에서 우위를 차지했다. 최초의 인공위성 스푸트니크의 성공적 발사가 준 충격은 미국의 인공위성 계획인 프로젝트 뱅가드가 두 번 연달아 실패하면서 배가됐다. 매체들이 '스푸트니크 충격'이라고 이름 붙인 이 사건으로 우주 경쟁이 시작됐다. 미국은 설욕을 위해 일련의 연구와 프로젝트에 착수했고 미국 최초의 인공위성 익스플로러 1호 발사, 방위고등연구계획국(DARPA)과 항공우주국(NASA) 설립 등의 성과를 얻었다.

## 프로젝트
1949년 일리노이 공과대학의 아머 연구재단이 핵폭발의 환경 영향에 대한 연구를 시작했고 1962년까지 계속됐다. 1958년 5월 재단은 비밀리에 달에서 핵폭발을 일으켰을 때 예상되는 결과에 대한 연구를 시작했다. 미 공군의 원조 아래 진행된 프로그램의 주 목표는 지구에서 볼 수 있는 핵폭발을 일으키는 것이었다. 목표는 미국민의 사기 진작이었다.
1957년 프로젝트 구상 당시, 신문들은 소련이 달에서 수소폭탄을 터트릴 계획이라는 소문을 보도했다. 보도에 따르면 한 익명 정보원이 미국 비밀경호국 요원에게 소련이 1957년 11월 7일 월식에 맞춰 달에서 핵폭발을 일으켜 10월 혁명일을 기념할 계획을 세웠다고 알렸다는 것이다. 기사에는 이 발사가 명암 경계선의 어두운 쪽을 목표로 할 것이라는 내용도 포함됐다. 프로젝트 A119 역시 이 영역을 폭발 목표로 고려하게 된다. 발사체가 달과 충돌하는데 실패하면 지구로 돌아올 가능성이 크다는 것도 보도됐다.
'수소폭탄의 아버지' 에드워드 텔러가 비슷한 아이디어를 제안한 적이 있다. 텔러는 1957년 2월 폭발의 영향을 분석하기 위해 달 표면과 달 표면에서 약간 떨어진 곳에서 핵폭발을 일으킬 것을 제안했다.

### 연구

연구팀은 달의 명암 경계선에 핵폭발을 일으킬 계획이었다. 지구에서의 가시성을 최대한 확보하기 위함이다.

레너드 레이펠이 이끄는 10명의 연구원이 일리노이 공과대학에서 폭발의 잠재적 가시성, 과학적 의의, 월면에 미치는 영향을 연구했다. 그중에는 천문학자 제러드 카이퍼와 카이퍼의 박사과정생인 칼 세이건이 있었다. 세이건의 임무는 달 주위 먼지 구름의 팽창을 수학적으로 투영하는 것이었다. 지구에서 이 광경을 볼 수 있느냐를 가늠하는 필수적인 요소였다.
과학자들은 처음에 수소폭탄 사용을 고려했으나 사용될 미사일의 추진력에 비해 큰 중량 때문에 미 공군이 반대했다. 때문에 작고 가벼우며 상대적으로 낮은 1.7 킬로톤의 위력을 갖고 있는 W25 탄두가 채택됐다. 1945년 일본 히로시마에 투하된 리틀 보이의 위력이 13~18 킬로톤이었다. W25가 로켓에 실려 달의 어두운 면에서 폭발하면 먼지 구름이 일어 햇빛을 반사하고 따라서 지구에서 볼 수 있었을 것이다. 레이펠에 따르면 미 공군의 대륙간 탄도 미사일 개발이 진전돼 1959년이면 발사가 가능했을 것이다.

### 취소
1959년 1월 미 공군은 프로젝트를 취소했다. 인명피해 리스크 때문인 것을 보인다. 레이펠은 낙진이 이후의 달 탐사와 달 거주 프로젝트에 방해가 될 가능성도 고려됐다고 말했다.

## 소련의 동일 프로젝트
2010년대에 이르러 소련에도 동일한 계획이 있었다는 사실이 보도됐다. 하지만 미국 프로젝트의 계기가 된 1957년 보도와는 달리 1958년에 계획에 착수했다는 문서만 발견됐다. 계획의 내용 또한 보도된 시나리오와 차이가 있었다. 1958년 1월 시작된 계획은 코드명 'E'로 명명된 일련의 제안 중 하나였다. 프로젝트 E-1은 달 탐사 계획이었고 E-2, E-3는 달의 뒷면에 탐사선을 보내 사진을 찍는 것이었다. 마지막 단계인 E-4는 달에 핵폭발을 일으켜 무력을 과시하는 것이었다. 미국과 마찬가지로 발사체의 안전성과 신뢰성에 대한 우려 때문에 계획 단계에서 취소됐다.

## 결과
1963년 부분적 핵실험 금지 조약, 1967년 우주 조약으로 달에서 핵폭탄을 터트리는 것이 금지됐다. 당시 미소 양측은 고고도 핵폭발 실험을 여러번 진행했다. 미국의 하드택 I 작전, 아거스 작전, 피쉬볼 작전과 소련의 프로젝트 K가 그것이다.
1969년 미국은 아폴로 11호를 성공적으로 달에 착륙시키며 역사상 처음으로 달에 사람을 보낸다. 그 해 12월, 아폴로 계획에 참여했던 과학자 게리 레이텀이 지질학적 구성 연구를 위해 달에서 '아주 작은' 핵 장치를 폭발시킬 것을 제안했다. 제안은 달의 자연 배경 방사선 측정 계획에 방해가 된다는 이유로 기각됐다.
프로젝트 A119의 존재는 1990년대까지 대부분 비밀로 남아있다가 작가 키이 데이비슨이 칼 세이건의 전기 집필을 위한 조사를 하던 중 발견됐다. 세이건이 프로젝트에 참여한 것은 1959년 캘리포니아 대학 버클리의 밀러 연구소에 제출한 장학금 신청서에서 확인할 수 있다. 신청서에서 세이건은 프로젝트에 대한 세부사항을 언급하는데 데이비슨은 이것이 국가 기밀 유출이라고 생각했다. 세이건은 A119와 관련된 두 개의 비밀 문서를 유출했는데 하나는 1958년 작성한 〈행성천문학의 일부 의문 해소에 달에서의 핵무기 폭발의 가능한 기여〉였고 다른 하나는 1959년 작성한 〈핵무기 폭발로 인한 달의 방사선 오염〉이었다. 1958년 I. Filosofo 작성으로 표기된 〈우주 방사선과 달 방사능〉도 1961년 미국 국가연구위원회(NRC)에 제출된 문서에는 칼 세이건의 이름이 써 있다. 이 문서들은 프로젝트 A119에서 만든 8개의 보고서 중 일부이며 1987년 모두 폐기됐다.
1999년 세이건의 전기 《칼 세이건: 한 인생》이 출간된 직후 《네이처》에 실린 리뷰는 유출 정보의 발견을 강조했다. 리뷰를 본 레이펠은 《네이처》에 편지를 보내 당시 세이건의 활동이 프로젝트 기밀 유지 위반으로 간주됐음을 확인했다. 레이펠은 이 기회를 빌어 프로젝트의 세부사항을 공개했고 이는 매체를 통해 널리 알려졌다. 레이펠은 "여론을 흔들기 위해 이런 행동까지 고려한다는 사실에 경악했다"고 말하며 사업을 비난했다.
편지가 대중에 알려지자 프로젝트 A119에 대한 정보공개 요청이 접수됐고 《달 탐사 비행의 연구 - 1권》이 40여 년 만에 공개됐다. 다른 문서들은 1980년대에 일리노이 공과대학이 폐기했다는 것도 드러났다.
영국의 핵 역사가 데이비드 로리는 프로젝트의 제안을 "저속"하다고 평하면서 "만약 프로젝트가 진행됐다면 우리는 닐 암스트롱이 "인류의 거대한 도약"을 하는 낭만적인 그림을 갖지 못했을 것"이라고 말했다.

## 같이 보기
- LCROSS—물 존재를 확인하기 위해 달에 운동학적 충격을 발생시킨 미국 항공우주국 프로젝트

### 참고 문헌
- Angelo, Joseph A (2007). 《Human Spaceflight》 illurat판. Infobase Publishing. ISBN 978-0-8160-5775-7.
- Davidson, Keay; Sagan, Carl (1999). 《Carl Sagan: A Life》. Wiley. ISBN 978-0-471-25286-3.
- Hoddeson, Lillian; Henriksen, Paul W.; Meade, Roger A.; Westfall, Catherine L. (1993). 《Critical Assembly: A Technical History of Los Alamos During the Oppenheimer Years, 1943–1945》. Cambridge University Press. ISBN 978-0-521-54117-6. OCLC 26764320.
- Ulivi, Paolo; Harland, David Michael (2004). 《Lunar Exploration: Human Pioneers and Robotic Surveyors》. Springer. ISBN 978-1-85233-746-9.